# Цай (фамилия)

Иероглиф Цай

Цай (Cai) — китайская фамилия (клан) 蔡 :
1. ядовитая трава.
2. панцирь черепахи (для гадания).
3. ист. княжество Цай на территории провинции Хэнань, дин. Чжоу.

## Известные Цай
- Цай Лунь (кит.: 蔡倫 ; упр.: 蔡伦 50 — 121) — китайский сановник, изобретатель бумаги. Уроженец города Лэйян провинции Хунань. В 75 евнухом попал в императорский дворец. В 105 изобрел бумагу, за изобретение император Хэ пожаловал ему высокий титул и богатство. Проиграв в дворцовой интриге при императоре Ане, покончил жизнь самоубийством, выпив яд.
- Цай Минлян (кит.: 蔡明亮 ; род. 1957) — кинорежиссёр, представитель тайваньского кинематографа.
- Цай Сюйчжэ (род. 1976) — китайский космонавт.
- Цай У (кит. 蔡武; род. 1949) — министр культуры КНР с 2008 по 2014 год.
- Цай Цзяньцзян (род. 1963) — китайский государственный и политический деятель, заведующий Канцелярией Центральной комиссии ЦК КПК по организации воздушного движения с октября 2020 года.
- Цай Шэн (род. 1971) — китайский футболист и тренер.
- Цай Э (1882—1916) — китайский революционер.
- Цай Юаньпэй (кит. 蔡元培; 1868—1940) — китайский государственный деятель, учёный, переводчик и педагог. Первый министр просвещения Китайской республики, основатель и первый президент Академии Синика, ректор Пекинского университета (1916—1926).
- Цай Яньсюн (1915—2007) — китайский баскетболист.